# أحمد فتح الدين
أحمد فتح الدين (10 أغسطس 1985 -)، إعلامي وكاتب وممثل كوميدي سعودي. من أبرز الأعمال التي شارك فيها على الطاير (برنامج) الذي كان يعرض على اليوتيوب.

## الأعمال الفنية
- تغريدة (برنامج تلفزيوني)
- شفت الليل (مسلسل)
- على الطاير (برنامج)
- تقاطيع (سيت كوم) - 2014